# Ludwig Meyer
Ludwig Meyer  (27 décembre 1827 - 8 février 1900) était un psychiatre allemand né à Bielefeld.

## Biographie
Meyer commence des études de médecine à l'université rhénane Frédéric-Guillaume de Bonn, où il rejoint la Bonner Burschenschaft Frankonia, avant de fonder, le 9 mars 1849, la fraternité "Normannia" avec Philipp Wessel (de). Comme il a participé à la révolution de 1848/1849 avec Gottfried Kinkel, Carl Schurz et Friedrich Spielhagen (de) et qu'il a pris part à l'assaut de l'arsenal de Siegburg le 11 mai 1849, il est relégué après cinq mois de détention préventive et puni d'une peine de forteresse. En 1852, il obtient son doctorat de médecine à l'université de Berlin, puis travaille comme assistant à la Charité. Plus tard, il travaille comme médecin à l'asile psychiatrique de Schwetz, et en 1856, il est nommé médecin-chef à l'hôpital municipal de Hambourg. De 1866 jusqu'à sa mort, il est professeur de psychiatrie à l'université de Göttingen, ainsi que directeur de l'établissement psychiatrique associé à l'université.
Meyer a été un pionnier de la pratique de non-entrave des patients dans les établissements psychiatriques allemands, et il est reconnu pour son travail innovant dans l'administration des hôpitaux psychiatriques. Il a publié plus de 100 articles dans des revues médicales, et en 1867 a cofondé la revue Archiv für Psychiatrie und Nervenkrankheiten  avec Wilhelm Griesinger (1817-1868).